# Chelsea Football Club 1974-1975
Questa voce raccoglie le informazioni riguardanti il Chelsea Football Club nelle competizioni ufficiali della stagione 1974-1975

## Stagione
A causa di difficoltà finanziarie legate alla costruzione dell'East Stand dello Stamford Bridge, il Chelsea si ritrovò ad affrontare la stagione con una formazione ampiamente ridimensionata da alcune cessioni operate nel corso della stagione, fra cui quelle dei titolari David Webb e Christopher Garland. I Pensioners si ritrovarono immediatamente a lottare per rimanere in First Division e, a causa delle prestazioni al di sotto delle aspettative, all'inizio di ottobre Dave Sexton venne esonerato in favore del suo assistente Ron Suart.
La crisi tecnica della squadra proseguì durante la stagione che, dopo essere stata eliminata nelle prime fasi delle coppe ed essere stata costretta a cedere altri giocatori per motivi finanziari, precipitò sul fondo della classifica e, malgrado un ulteriore cambio in panchina con l'avvento dell'ex terzino Eddie McCreadie, sul finire del campionato i Pensioners persero lo scontro diretto decisivo contro il Tottenham, retrocedendo in seconda divisione.

## Maglia e sponsor
Le divise per la stagione 1974-1975 sono prodotte dalla Umbro.
| Casa | Trasferta | Terza |

## Rosa
| N. |                        | Ruolo | Calciatore       |
| -- | ---------------------- | ----- | ---------------- |
|    | Inghilterra (bandiera) | P     | Peter Bonetti    |
|    | Galles (bandiera)      | P     | John Phillips    |
|    | Galles (bandiera)      | P     | Derek Richardson |
|    | Irlanda (bandiera)     | D     | John Dempsey     |
|    | Inghilterra (bandiera) | D     | Micky Droy       |
|    | Inghilterra (bandiera) | D     | Ron Harris       |
|    | Inghilterra (bandiera) | D     | Marvin Hinton    |
|    | Inghilterra (bandiera) | D     | Gary Locke       |
|    | Inghilterra (bandiera) | D     | John Sparrow     |
|    | Inghilterra (bandiera) | D     | Kenny Swain      |
|    | Inghilterra (bandiera) | D     | Steve Wicks      |
|    | Inghilterra (bandiera) | D     | Graham Wilkins   |
|    | Inghilterra (bandiera) | C     | Brian Bason      |
|    | Inghilterra (bandiera) | C     | Ian Britton      |

| N. |                        | Ruolo | Calciatore          |
| -- | ---------------------- | ----- | ------------------- |
|    | Scozia (bandiera)      | C     | Charlie Cooke       |
|    | Scozia (bandiera)      | C     | David Hay           |
|    | Inghilterra (bandiera) | C     | John Hollins        |
|    | Inghilterra (bandiera) | C     | Steve Kember        |
|    | Inghilterra (bandiera) | C     | Ray Wilkins         |
|    | Inghilterra (bandiera) | A     | Tommy Baldwin       |
|    | Scozia (bandiera)      | A     | Steve Finnieston    |
|    | Inghilterra (bandiera) | A     | Christopher Garland |
|    | Inghilterra (bandiera) | A     | Bill Garner         |
|    | Inghilterra (bandiera) | A     | Peter Houseman      |
|    | Inghilterra (bandiera) | A     | Ian Hutchinson      |
|    | Inghilterra (bandiera) | A     | Tommy Langley       |
|    | Inghilterra (bandiera) | A     | Teddy Maybank       |
|    | Inghilterra (bandiera) | A     | John Sissons        |

## Statistiche

### Statistiche di squadra
| Competizione   | Punti | In casa | In casa | In casa | In casa | In casa | In casa | In trasferta | In trasferta | In trasferta | In trasferta | In trasferta | In trasferta | Totale | Totale | Totale | Totale | Totale | Totale | DR  |
| Competizione   | Punti | G       | V       | N       | P       | Gf      | Gs      | G            | V            | N            | P            | Gf           | Gs           | G      | V      | N      | P      | Gf     | Gs     | DR  |
| -------------- | ----- | ------- | ------- | ------- | ------- | ------- | ------- | ------------ | ------------ | ------------ | ------------ | ------------ | ------------ | ------ | ------ | ------ | ------ | ------ | ------ | --- |
| First Division | 33    | 21      | 4       | 9       | 8       | 22      | 31      | 21           | 5            | 6            | 10           | 20           | 41           | 42     | 9      | 15     | 18     | 42     | 72     | -30 |
| FA Cup         | -     | 2       | 1       | 0       | 1       | 3       | 3       | -            | -            | -            | -            | -            | -            | 2      | 1      | 0      | 1      | 3      | 3      | 0   |
| League Cup     | -     | 2       | 1       | 0       | 1       | 6       | 2       | 2            | 0            | 1            | 1            | 3            | 7            | 4      | 1      | 2      | 1      | 9      | 11     | -2  |
| Totale         |       | 25      | 6       | 9       | 10      | 31      | 36      | 23           | 5            | 7            | 11           | 23           | 48           | 46     | 11     | 17     | 21     | 54     | 86     | -32 |

### Andamento in campionato
Luogo, risultato e posizione seguono l'ordine ufficiale delle giornate.
| Giornata  | 1  | 2  | 3  | 4 | 5  | 6  | 7  | 8  | 9  | 10 | 11 | 12 | 13 | 14 | 15 | 16 | 17 | 18 | 19 | 20 | 21 | 22 | 23 | 24 | 25 | 26 | 27 | 28 | 29 | 30 | 31 | 32 | 33 | 34 | 35 | 36 | 37 | 38 | 39 | 40 | 41 | 42 |
| --------- | -- | -- | -- | - | -- | -- | -- | -- | -- | -- | -- | -- | -- | -- | -- | -- | -- | -- | -- | -- | -- | -- | -- | -- | -- | -- | -- | -- | -- | -- | -- | -- | -- | -- | -- | -- | -- | -- | -- | -- | -- | -- |
| Luogo     | C  | C  | T  | T | C  | T  | C  | T  | T  | C  | T  | C  | C  | T  | C  | T  | C  | T  | C  | T  | C  | T  | C  | T  | C  | T  | C  | T  | C  | T  | C  | T  | C  | T  | C  | T  | C  | T  | T  | C  | T  | C  |
| Risultato | P  | N  | V  | V | P  | N  | N  | P  | P  | P  | N  | V  | N  | N  | N  | P  | N  | P  | N  | P  | V  | V  | N  | V  | P  | N  | P  | N  | V  | P  | V  | N  | P  | P  | P  | V  | N  | P  | P  | P  | P  | N  |
| Posizione | 19 | 18 | 11 | 9 | 13 | 12 | 13 | 14 | 16 | 19 | 20 | 17 | 17 | 17 | 18 | 19 | 17 | 20 | 19 | 20 | 18 | 18 | 17 | 17 | 17 | 18 | 19 | 18 | 16 | 18 | 16 | 16 | 18 | 18 | 19 | 18 | 19 | 19 | 20 | 20 | 21 | 21 |

Fonte:  Premier League 1974/1975 » Schedule, su worldfootball.net.
Legenda:

Luogo: C = Casa; T = Trasferta. Risultato: V = Vittoria; N = Pareggio; P = Sconfitta.